# Chhatre Dyaurali
Chhatre Dyaurali (nep. छत्रेदेउराली) – gaun wikas samiti w środkowej części Nepalu w strefie Bagmati w dystrykcie Dhading. Według nepalskiego spisu powszechnego z 2001 roku liczył on 1506 gospodarstw domowych i 7690 mieszkańców (3950 kobiet i 3740 mężczyzn).